# كرفلة ايمان آباد (مقاطعة دورة)
كرفلة ايمان‌آباد (بالفارسية: کرفله ایمان‌آباد) هي قرية تقع في Shurab Rural District في إيران. يقدر عدد سكانها بـ 16 نسمة بحسب إحصاء 2016.